# Germ de Jong
Germ de Jong, né le 8 mars 1886 à Sint-Jacobiparochie et mort le 11 avril 1967 à Overveen, est un peintre néerlandais.

## Biographie
Élève des académies des Beaux-arts d'Amsterdam et de Rotterdam, il exerce à Berlin et à Düsseldorf et expose au Salon d'automne de 1928 dont il est sociétaire, les toiles Impression du boulevard et Place Saint-André-des-Arts. 